# Synema viridisterne
Synema viridisterne är en spindelart som beskrevs av Jean-François Jézéquel 1966. Synema viridisterne ingår i släktet Synema och familjen krabbspindlar.
Artens utbredningsområde är Elfenbenskusten. Inga underarter finns listade i Catalogue of Life.